# Dachong (sockenhuvudort i Kina, Jiangxi Sheng, lat 27,33, long 114,85)
Dachong är en sockenhuvudort i Kina. Den ligger i provinsen Jiangxi, i den sydöstra delen av landet, omkring 180 kilometer sydväst om provinshuvudstaden Nanchang. Antalet invånare är 12 436. Befolkningen består av 5 780 kvinnor och 6 656 män. Barn under 15 år utgör 21,0 %, vuxna 15-64 år 70 %, och äldre över 65 år 8,0 %.
Runt Dachong är det ganska tätbefolkat, med 124 invånare per kvadratkilometer. Närmaste större samhälle är Wanfu, 9,3 km norr om Dachong. Trakten runt Dachong består till största delen av jordbruksmark.
Genomsnittlig årsnederbörd är 2 038 millimeter. Den regnigaste månaden är maj, med i genomsnitt 329 mm nederbörd, och den torraste är oktober, med 26 mm nederbörd.